# Vienne (Francia)
Vienne (in francoprovenzale Vièna), in italiano anche Vienna (Vienna in Francia o Vienna sul Rodano per distinguerla dalla capitale austriaca), è un comune francese di 30 468 abitanti situato nel dipartimento dell'Isère nella regione dell'Alvernia-Rodano-Alpi, sede di sottoprefettura e capoluogo dei Pays Viennois.

## Storia

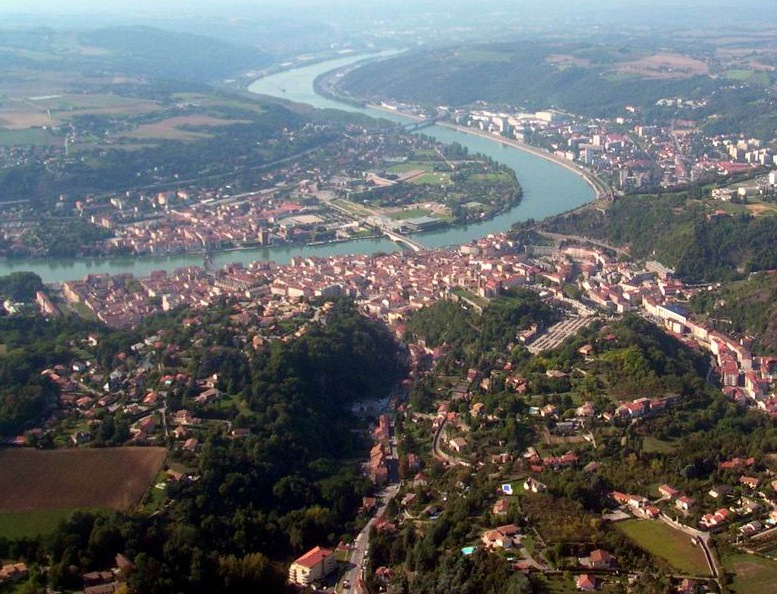
Veduta di Vienne sul Rodano.

Attraversata dal Rodano, la città appartiene alle Villes et pays d'art et d'histoire e ha avuto tre fasi storiche caratterizzanti: il periodo romano, quello medioevale ed infine quello industriale, che hanno lasciato molte vestigia d'interesse culturale.

### Periodo romano
Vienne fu la città capitale degli Allobrogi. Cesare vi dedusse una colonia di diritto latino, chiamata Colonia Julia Viennensis. Ancor oggi si possono ammirare in città, e nei suoi immediati dintorni, alcuni importanti monumenti ed edifici di età romana come il Tempio di Augusto e Livia, il cosiddetto "Giardino di Cibele", il circo ed il teatro romano. Molti dei manufatti sono esposti nel Musée gallo-romain nel sito archeologico del limitrofo comune di Saint-Romain-en-Gal, una riserva archeologica ultimata nel 1967, estesa circa sette ettari sulla sponda del Rodano.

### Periodo medievale

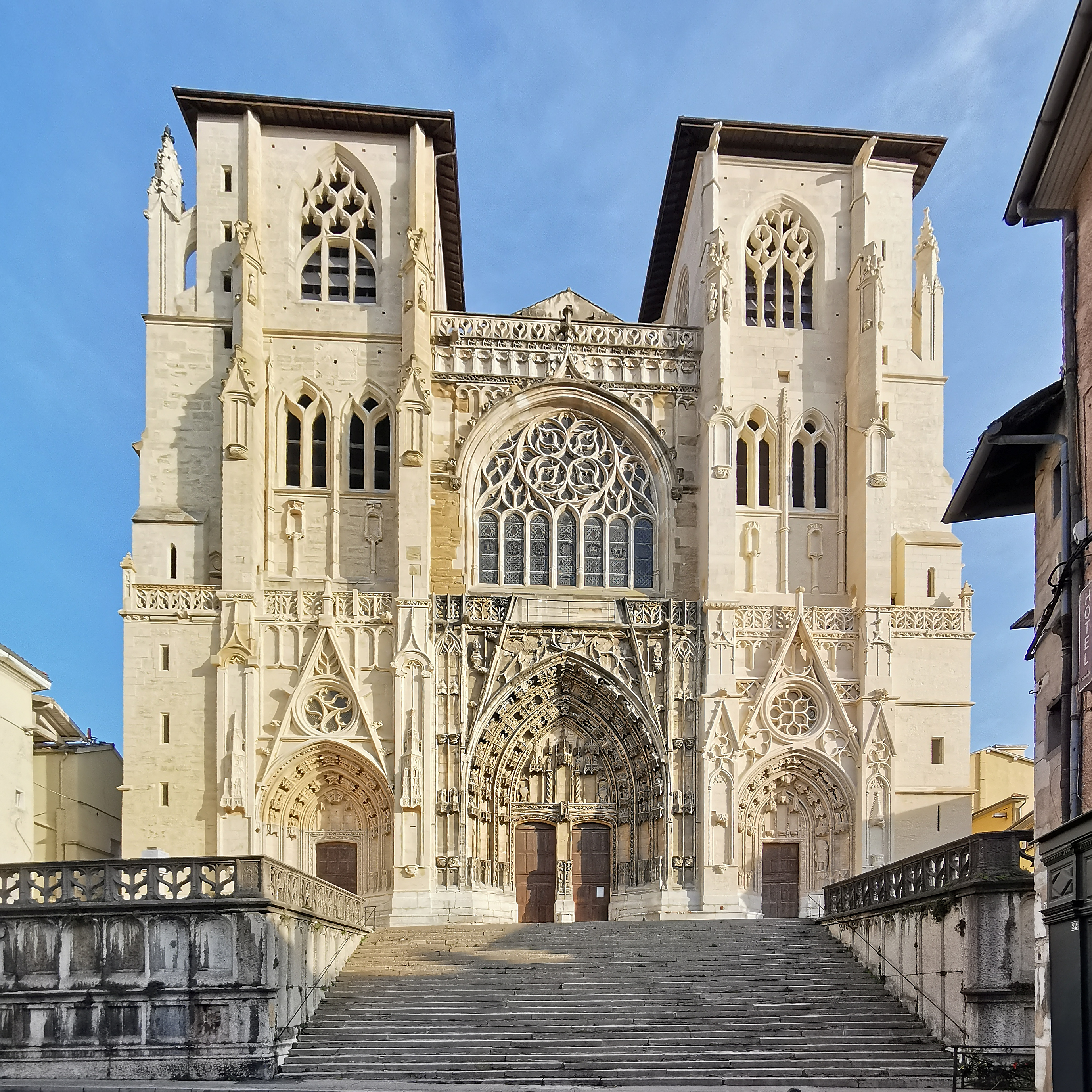
Facciata della Cattedrale di San Maurizio a Vienne.

Vienne divenne sede episcopale nel II secolo; al principio del secolo VIII fu introdotto il culto delle reliquie dei martiri della legione tebana, in particolare San Maurizio, al quale è intitolata oggi la Cattedrale, una delle più grandi della regione con più di sessanta capitelli romanici e tre portali gotici scolpiti.
L'importanza della città sotto il profilo religioso è testimoniata dalla presenza di un primate e dall'elezione dell'arcivescovo di Vienne Guido (Guy) di Borgogna come papa Callisto II nel XII secolo. Una delle tappe importanti della città nel medioevo fu il XV concilio ecumenico che vi si tenne nel 1311-1312.
Nel 1801 la diocesi fu soppressa ed il suo territorio ripartito fra la diocesi di Grenoble e quella di Valence.

### Periodo industriale
Durante la Rivoluzione industriale la città divenne sede di industrie tessili.

## Società

### Evoluzione demografica
Abitanti censiti

## Amministrazione

### Gemellaggi
Vienne è gemellata con:
- Albacete
- Esslingen am Neckar
- Goris, dal 1992
- Greenwich, dal 2007
- Neath Port Talbot, dal 1958
- Piotrków Trybunalski, dal 2005
- Schiedam, dal 1966
- Udine, dal 1958
- Velenje, dal 1973
- Emirdag

Inoltre, Vienne ha sviluppato patti di cooperazione decentrata con:
- Goris, dal 2002
- El Jem
- Tipasa